# Gottlieb Friedrich Wurm

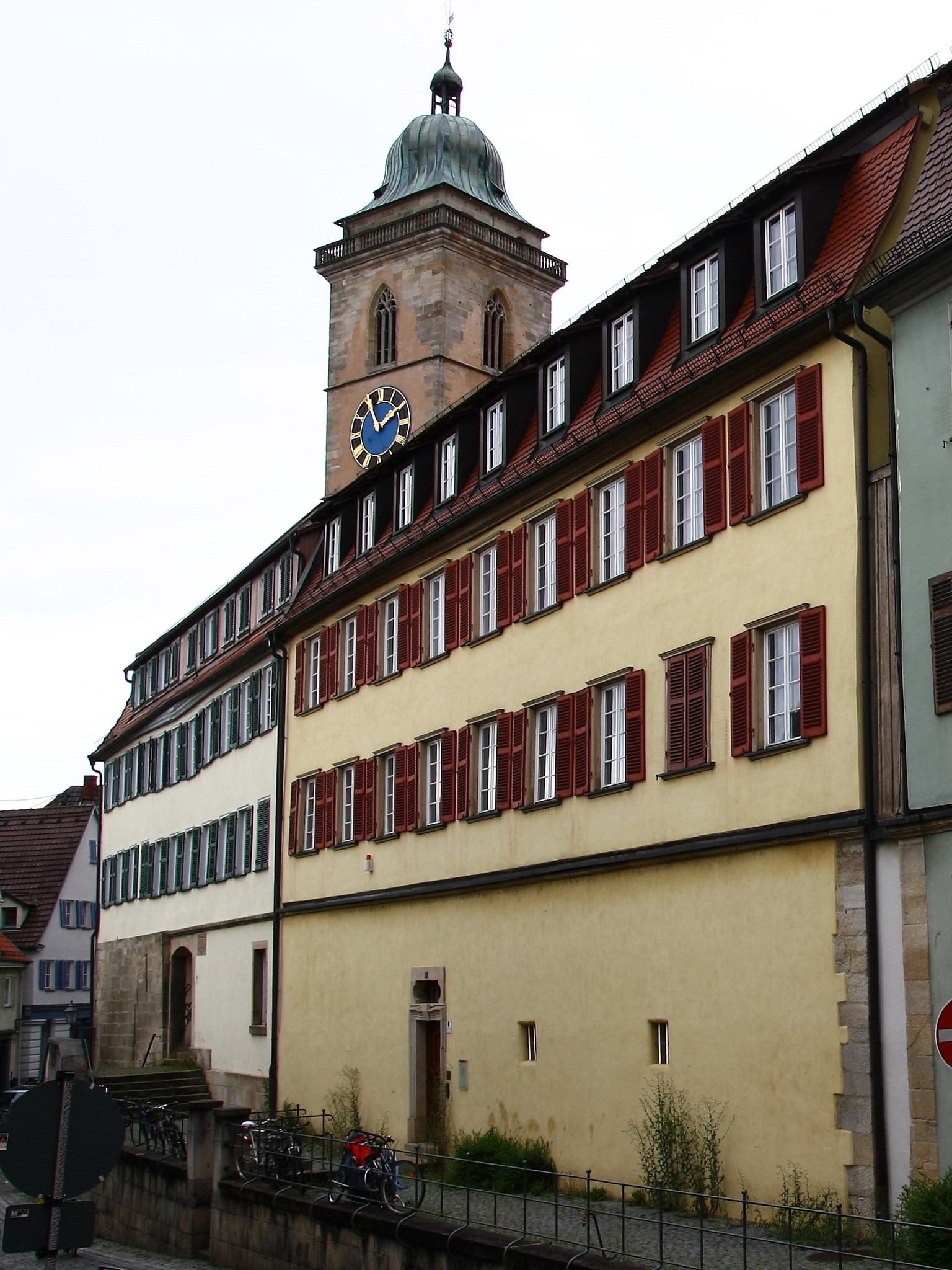
20 Jahre Lehrer an der Lateinschule Nürtingen

Gottlieb Friedrich Wurm (* 21. September 1733 in Nürtingen; † 7. August 1803 in Sielmingen, heute Stadtteil von Filderstadt) war ein württembergischer Pfarrer und Lehrer. Er ist der Stammvater der wurmschen Pfarrer-Dynastie.

## Familie
Dem Handwerkersohn gelang mit den Pfarrberuf der soziale Aufstieg in das theologisch geprägte Bildungsbürgertum. Er war das erste Glied einer Pfarrer-Dynastie, die über fünf Generationen bis zum württembergischen Landesbischof Theophil Heinrich (1868–1953) reichte.
Geboren als einziger Sohn der Eheleute Johannes Wurm (1702–1763), Nagelschmied und Ratsherr in Nürtingen, und Anne Marie Elisabeth Werner (* 1708), Tochter eines Lohgerbers, war er zweimal verheiratet und hatte insgesamt sieben Kinder, von denen zwei Söhne (Johann Friedrich und Jacob Gottlieb) ebenfalls den Pfarrberuf ergriffen.
Aus der ersten Eheschließung (5. November 1758) mit Christiane Beate Wolff (1736 – 15. April 1760), Tochter des Vogts (Verwaltungsbeamter) in Nürtingen, bekam er seinen ersten Sohn:
1. Johann Friedrich Wurm (1760–1833), Pfarrer und Lehrer.

Aus der zweiten Eheschließung (4. November 1760) mit Johanna Katharina Ziegler (1744–1805), Tochter des Dekans in Pfullingen, Wolfgang Ludwig Ziegler, bekam er drei Töchter und drei weitere Söhne:
1. Johanna Christiana (1762–1816)
2. Justina Friderica (1765–1816)
3. Rosina Beata (1766–1832)
4. Immanuel Gotthilf (* 1768), Revisor in Ulm
5. Wilhelm Ludwig Friedrich (* 1769), Stadtschreiber in Neuffen und Göppingen
6. Jakob Gottlieb (1778–1847), Dekan des Kirchenbezirks Nürtingen[3]

## Pfarrer und Lehrer
Nach dem Besuch der Klosterschulen in Denkendorf und Maulbronn studierte er in Tübingen und erwarb
1754 den akademischen Grad des Baccalaureus und 1756 des Magisters. 1758–1778 war er Präzeptor (Lehrer) an der Lateinschule in Nürtingen, ab 1778 Pfarrer in Oberensingen und ab 1788 bis zu seinem Tod Pfarrer in Sielmingen.
Überreste oder Schriften seinerseits oder im Zusammenhang mit seiner Tätigkeit sind im Unterschied zu seinen Nachfahren nicht überliefert.